# Bogdan Socha
Bogdan Socha (ur. 19 lutego 1954 w Ruszkowicach) – polski polityk, urzędnik, w latach 2006–2007 wiceminister pracy.

## Życiorys
Ukończył studia na Wydziale Dziennikarstwa i Nauk Politycznych Uniwersytetu Warszawskiego (w Instytucie Polityki Społecznej) oraz Podyplomowe Studium Służby Zagranicznej w Warszawie.
W latach 1989–1990 pracował w Komitecie do Spraw Młodzieży i Kultury Fizycznej. Przed wyborami prezydenckimi w 1995 był członkiem sztabu wyborczego Aleksandra Kwaśniewskiego. Następnie do 1997 pełnił funkcję doradcy w Kancelarii Prezydenta RP.
W 1997 był pracownikiem biura pełnomocnika rządu ds. powodzi. Później, do 2000, pełnił funkcję radcy prezesa Głównego Urzędu Geodezji i Kartografii. W 2001 kierował wojewódzkim biurem Komitetu Pomocy Społecznej. Następnie, do 2002, pracował w Mazowieckiej Kasie Chorych. W kadencji 1994–1998 sprawował mandat radnego rady dzielnicy Warszawa-Ursynów (mandat uzyskał jako kandydat Socjaldemokracji Rzeczypospolitej Polskiej z listy koalicji SLD-PSL). W 2006 wszedł w skład rady programowej Polskiego Radia, w której zasiadał do 2010.
W latach 1998–2001 należał do PPS. Odszedł z ugrupowania wraz z Piotrem Ikonowiczem w grudniu 2001. Wcześniej kierował jego kampanią przed wyborami prezydenckimi w 2000. W 2002 został doradcą Klubu Parlamentarnego Samoobrony RP. Bez powodzenia kandydował do sejmiku mazowieckiego w 2002 oraz do Sejmu w wyborach w 2005 (z okręgu radomskiego) i 2007 (z okręgu łódzkiego) – otrzymywał odpowiednio: 2685 głosów oraz 103 głosy.
W rządach Kazimierza Marcinkiewicza i Jarosława Kaczyńskiego od 9 maja 2006 do 13 sierpnia 2007 pełnił funkcję podsekretarza stanu w Ministerstwie Pracy i Polityki Społecznej.
W grudniu 2007 został członkiem prezydium partii, a w latach 2009–2010 był także przewodniczącym Rady Wojewódzkiej Samoobrony RP na Mazowszu. Bezskutecznie kandydował do Parlamentu Europejskiego w wyborach w 2009, otwierając listę Samoobrony RP w okręgu mazowieckim (otrzymał 3010 głosów). W 2008 został wiceprzewodniczącym Ruchu Społeczno-Samorządowego Nasza Metropolia.
W kwietniu 2010 objął funkcję przewodniczącego komitetu wyborczego Andrzeja Leppera jako kandydata w wyborach prezydenckich. Przed wyborami samorządowymi w tym samym roku został pełnomocnikiem wyborczym partii Nasz Dom Polska – Samoobrona Andrzeja Leppera (której w styczniu tego samego roku był jednym z założycieli, został także członkiem jej prezydium). W wyborach tych bez powodzenia kandydował z listy tego ugrupowania do sejmiku mazowieckiego. Na kongresie tej partii 29 maja 2011 został członkiem jej rady krajowej, w której zasiadał do 4 marca 2012. Następnie odszedł z partii. W maju 2012 wszedł w skład komitetu założycielskiego Stowarzyszenia Ruch Ludzi Pracy, w listopadzie 2014 kandydował do sejmiku z listy SLD Lewica Razem, a w październiku 2015 startował do Sejmu z ramienia Zjednoczonej Lewicy.